# Pericallia distorta
Pericallia distorta là một loài bướm đêm thuộc phân họ Arctiinae, họ Erebidae.